# Suleiman Kipses Simotwo

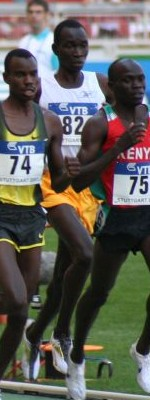
Suleiman Kipses Simotwo (82)

Suleiman Kipses Simotwo, född den 21 april 1980, är en kenyansk friidrottare som tävlar i medeldistanslöpning.
Simotwo har presterat tider på framför allt 1 500 meter som tillhör de bästa i världen, men på grund av konkurrensen i Kenya har han bara deltagit vid ett internationellt mästerskap. Däremot har han flera framgångar vid galatävlingar och två gånger har han fått delta vid IAAF World Athletics Final. 2005 slutade han på fjärde plats på 1 500 meter och 2007 blev han bronsmedaljör.
Han deltog vid inomhus-VM 2008 men slutade där sjua på 1 500 meter.

## Personligt rekord
- 1 500 meter - 3.31,67